# Bernhard av Sachsen-Weimar
Bernhard av Sachsen-Weimar, född 16 augusti 1604, död 8 juli 1639, hertig av Sachsen-Weimar, fältherre. 

## Biografi
Bernhard, som var 11:e son till Johan III av Sachsen-Weimar, och fick en vårdad uppfostran, som främst gick ut på att göra honom till en rättrogen lutheran. Bernhards håg låg dock mera för krigiska dåd än studier. 1622 deltog Bernhard i slaget vid Wiesloch och slaget vid Wimpfen och 1623 i slaget vid slaget vid Stadtlohn som överste i Kristian IV:s tjänst. Efter Kristians nederlag erhöll han kejsarens amnesti, men vid Gustav II Adolfs uppträdande i Tyskland knöt Bernhard tillsammans med sin bror Wihelm av Sachsen-Weimar, den regerande hertigen, snart förbindelser med denne. Från slutet av 1631 gick Bernhard i svensk tjänst, och opererade tidvis självständigt, tidvis under Gustav II Adolfs befäl - kungen själv var den ende svenske befälhavare Bernhard kunde tänka sig att lyda under.
När Gustav II Adolf på hösten 1632 bröt upp mot Sachsen, förenade sig Bernhard under marschen med honom och förde under slaget vid Lützen befälet över vänstra flygeln. Efter kungens död yrkade Bernhard på stridens fortsättning och övertog befälet. Han hade mycket svårt att ta order av Axel Oxenstierna och lämnade endast mycket motvilligt ifrån sig befälet till denne. Sedan han av svenska staten erhållit hertigdömet Franken, samt större delen av biskopsdömena Bamberg och Würzburg, lät han sig dock blidkas. Hertigdömet upplöstes dock efter nederlaget I Nördlingen två år senare.
1633 opererade Bernhard i Sydtyskland och intog i november det strategiskt viktiga Regensburg. Han kom dock i konflikt med den svenske befälhavaren Gustaf Horn, vilket förhindrade deras militära samverkan, och ledde till att Regensburg snart förlorades och det svåra nederlaget i slaget vid Nördlingen.
Bernhard samlade nu resterna av de protestantiska stridskrafterna i Sydtyskland och blev nu erkänd som Heilbronn-förbundets fältherre. Han kunde dock inte uträtta så mycket, och förbundet föll snart sönder. Bernhard valde nu att anamma ett förslag från Richelieu, och slöt i oktober 1635 ett fördrag med denne att mot 4 miljoner livres årligen hålla en armé på 18.000 man i fransk tjänst.
Till lön skulle Bernhard erhålla lantgrevskapet Elsass med alla huset Habsburgs rättigheter där. Bernhard blev dessutom marskalk av Frankrike och fick en betydande fransk pension. Fördraget var dock oklart på flera punkter och tolkades olika av Richelieu, som såg Bernhard som en fransk fältherre, och Bernhard, som såg sig som en självständig, om än med Frankrike förbunden furste.
Då Bernhard, till att börja med fick ett mycket klent fransk stöd kunde han under 1636-37 uträtta ganska lite. Först sedan han 1637 fått pengar till arméns rekrytering, kunde han på allvar inleda sin offensiv. Redan i januari 1638 öppnade han fälttåget, gick över Rhen och vann en större seger i slaget vid Rheinfelden. Efter nya framgångar började Bernhard belägra det starka Breisach, den viktigaste fästningen vid övre Rhen. 
Från skilda håll ryckte fientliga härar fram till fästningens understöd, men Bernhard lyckades besegra Federigo Savelli och Johann von Götzen vid Wittenweier på sommaren och hertig Karl IV av Lothringen i slaget vid Thann i oktober och kort därpå på nytt Johann von Götzen i slaget vid Ensisheim. I december kapitulerade slutligen fästningen, som Bernhard tänkte göra till huvudstödpunkt i sitt framtida furstendome, men detta var inte efter Richelieus önskemål. 
Bernhard fick nu vänta på de utlovade franska subsidierna, och fick ligga overksam under större delen av 1639, medan Johan Banér som han tänkt att ansluta sig till fick agera ensam. När han slutligen beslöt sig för att våga en offensiv utan franskt stöd, drabbades han av flera feberanfall, och avled inom kort av vad som misstänktes var smittkoppor.